# Lukavice (ort i Tjeckien, Pardubice, lat 50,06, long 16,48)
Lukavice är en ort i Tjeckien.   Den ligger i regionen Pardubice, i den östra delen av landet, 150 km öster om huvudstaden Prag. Lukavice ligger 386 meter över havet och antalet invånare är 1 066.
Terrängen runt Lukavice är platt åt nordväst, men åt sydost är den kuperad. Lukavice ligger nere i en dal.Runt Lukavice är det ganska tätbefolkat, med 72 invånare per kvadratkilometer. Närmaste större samhälle är Letohrad, 3,0 km söder om Lukavice. Omgivningarna runt Lukavice är en mosaik av jordbruksmark och naturlig växtlighet.